# Przedecz (gmina)
Przedecz est une gmina mixte du powiat de Koło, Grande-Pologne, dans le centre-ouest de la Pologne. Son siège est la ville de Przedecz, qui se situe environ 21 km au nord-est de Koło et 136 km à l'est de la capitale régionale Poznań.
La gmina couvre une superficie de 76,52 km2 pour une population de 4 319 habitants en 2012.

## Géographie

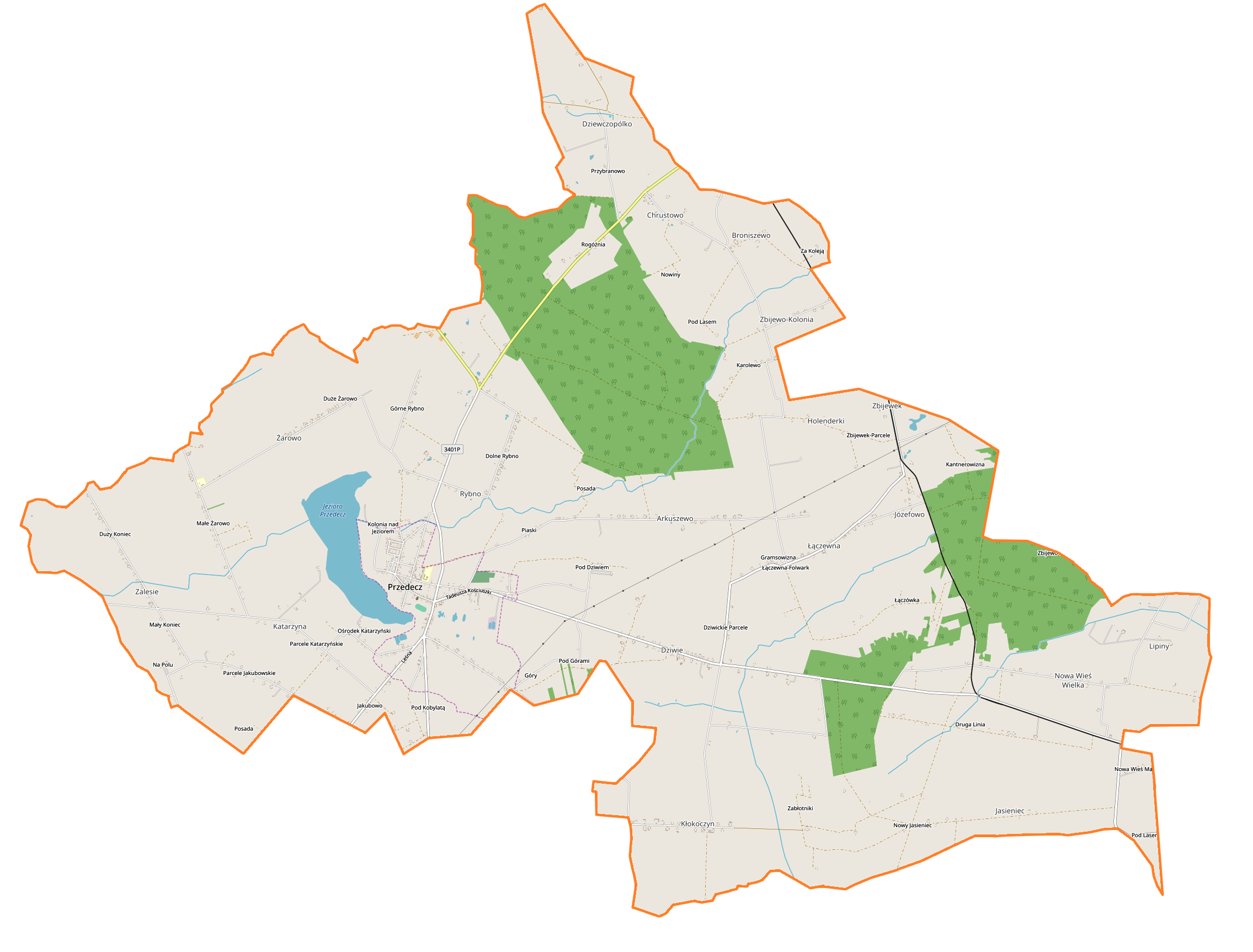
Carte de la gmina.

Outre la ville de Przedecz, la gmina inclut les villages d'Arkuszewo, Broniszewo, Chrustowo, Dziewczopólko, Dziwie, Holenderki, Jasieniec, Józefowo, Katarzyna, Kłokoczyn, Łączewna, Lipiny, Nowa Wieś Wielka, Rogóźno, Rybno, Zalesie, Żarowo, Zbijewo-Kolonia et Zbijewo-Parcele A.
La gmina borde les gminy de Babiak, Chodecz, Chodów, Dąbrowice, Izbica Kujawska et Kłodawa.